# 布萊克萬德山
47°41′31.7″N 13°26′46.7″E / 47.692139°N 13.446306°E

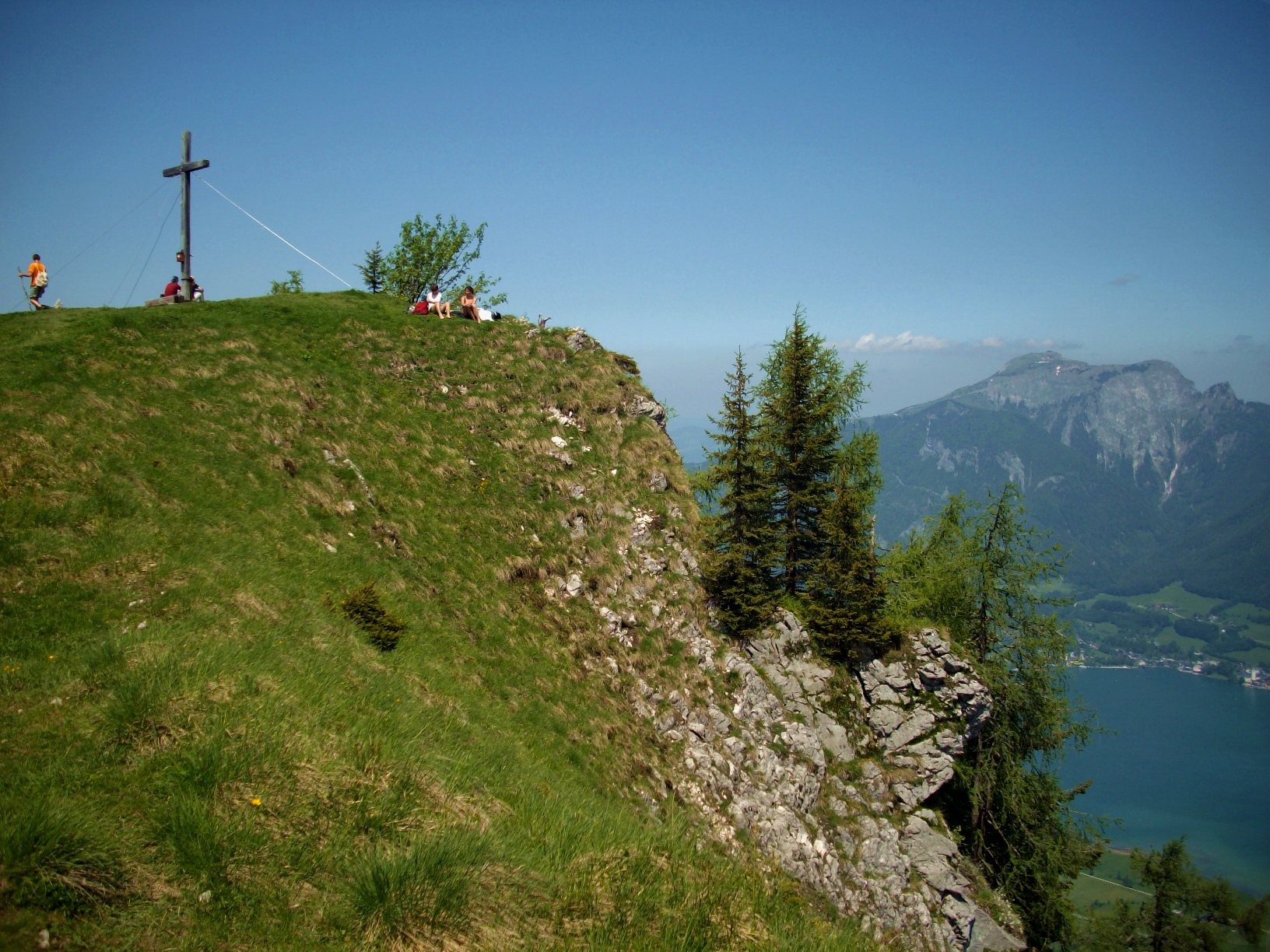

布萊克萬德山（德語：Bleckwand），是奧地利的山峰，位於該國中部，由薩爾茨堡州負責管轄，屬於薩爾茲卡默古特山脈的一部分，海拔高度1,541米，每年平均降雨量1,894毫米。